# Station Langley Green
Langley Green is een spoorwegstation van National Rail in Langley Green, Sandwell in Engeland. Het station is eigendom van Network Rail en wordt beheerd door West Midland Trains. Het station is geopend in 1885.